# Мария Фердинанда Саксонская
Принцесса Мария Фердинанда Саксонская (27 апреля 1796, Дрезден — 3 января 1865, Брандис-над-Лабем-Стара-Болеслав) — дочь Максимилиана Саксонского и Каролины Пармской. В браке с Фердинандом III — великая герцогиня Тосканская (1821—1824).

## Семья и юность
Мария Фердинанда родилась в семье Максимилиана, наследного принца Саксонии и его первой жены пармской принцессы Каролины 27 апреля 1796 года. Она была их второй дочерью. Её мать умерла в 1804 году, а отец женился вновь лишь 1825 году — на пармской принцессе Марии Луизе Карлоте, но этот брак был бездетным. Её отец умер в 1838 году, отказавшись от своих прав на владения Саксонии в пользу своего старшего сына.
У Марии Фердинанды было семь братьев и сестёр, большинство из которых создали семьи. Её старшей сестрой была принцесса Амалия, известный композитор. Её младший брат в 1836 году стал королём Саксонии Фридрихом Августом II. Её другой младший брат, принц Клемент, умер в возрасте 24-х лет. Две её сестры, Мария Анна и Мария Джозефа Амалия, стали великой герцогиней Тосканы и королевой Испании, соответственно; а брат — Иоганн — стал королём Саксонии.
В 1817 году Мария Фердинанда сопровождала свою младшую сестру, саксонскую принцессу Анну Марию, во Флоренцию, где она должна была выйти замуж за будущего великого князя тосканского Леопольда II. Они были очень близки, и Мария Анна была слишком напугана, чтобы обходиться без Марии Фердинанды. Пара поженилась, однако произошло нечто совершенно неожиданное — Мария Фердинанда привлекла внимание пожилого отца Леопольда, Фердинанда III, великого герцога тосканского.

## Замужество

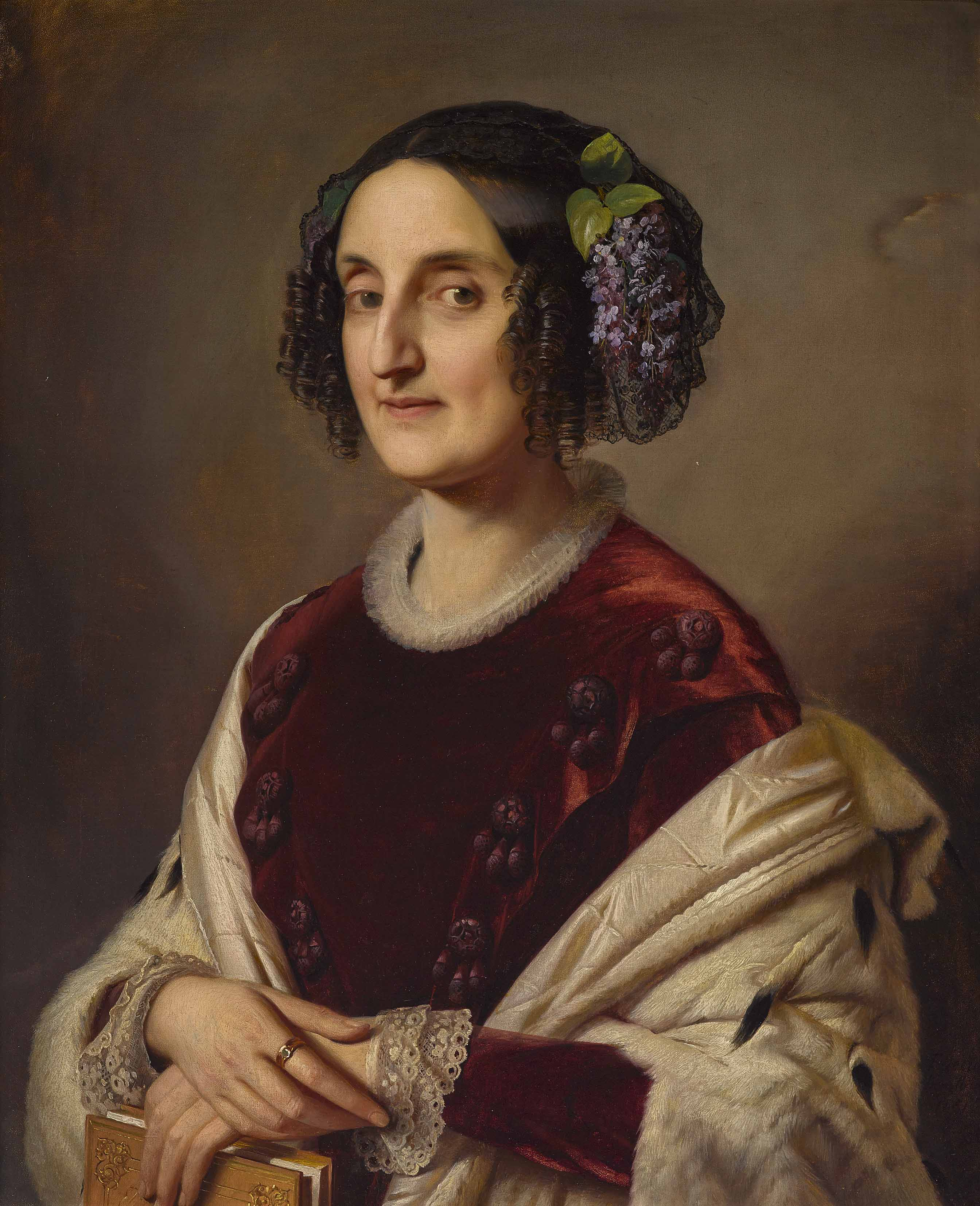
Мария Фердинанда Саксонская, великая герцогиня Тосканская (1851)

6 мая 1821 года во Флоренции Мария Фердинанда вышла замуж за Фердинанда III, великого князя Тосканы. Она была его второй женой, и он был на двадцать семь лет её старше. Она была родственницей его первой жены, принцессы Луизы Марии Сицилийской. Возможно Фердинанд хотел жениться на Марии Фердинанде, потому что порядок наследования был под вопросом: хотя сестра Марии Фердинанды, Мария Анна, недавно вышла замуж за его сына Леопольда, Фердинанда считали бессильным. В браке не было детей.
Поскольку младшая сестра Марии Фердинанды, принцесса Мария Анна Саксонская, была замужем за сыном Фердинанда Леопольдом, Мария также Фердинанда стала свекровью своей собственной сестре.
Фердинанд умер в 1824 году во Флоренции. Леопольд и его жена Мария Анна наследовали ему как великий герцог и великая герцогиня Тосканы.

## Поздняя жизнь
В 1859 году королевская семья Тосканы потеряла свои права на престол во время объединения Италии. Королевская семья покинула Палаццо Питти во Флоренции и отправилась ко двору австрийского императора Франца Иосифа и императрицы Елизаветы Баварской в Вене. Мария Фердинанда жила в основном в Шлакенверте, но часто гостила у своего брата, короля Саксонии Иоганна, в Дрездене. У неё были особенно близкие отношения со своей сестрой Амалией. Мария Фердинанда была кавалером ордена королевы Марии Луизы, учреждённого испанской королевой Марией Луизой.
Мария Фердинанда оставалась вдовой в течение сорока одного года и умерла 3 января 1865 года. Она была похоронена в Императорском склепе в Вене.